# Emily Morse
Emily Morse (Farmington Hills, Míchigan; 2 de junio de 1970) es una terapeuta sexual, autora y personalidad mediática estadounidense. Es la presentadora del podcast Sex with Emily y también es conocida por su aparición recurrente en 2012 en la serie de televisión de Bravo Miss Advised (2012).

## Biografía
Morse ha aparecido como experta invitada en muchos programas de radio y televisión, así como en medios como The New York Times, Los Angeles Times y San Francisco Chronicle por su experiencia en sexo y relaciones. Su primer libro, Hot Sex: Over 200 Things You Can Try Tonight, se publicó en octubre de 2011. Morse también ha actuado, producido y dirigido la película homónima, por la que recibió un premio. Su podcast, Sex with Emily, comenzó a emitirse en 2005.
En 2012, Morse empezó a trabajar durante cuatro años como copresentadora invitada en el programa de radio Loveline, de difusión nacional, con Drew Pinsky.
Morse colabora con frecuencia en muchas de las principales publicaciones online, como Glamour, Cosmopolitan, AskMen.com, PopSugar, Pattiknows.com, Men's Health, y Harper's Bazaar.
En 2014, Morse se convirtió en la presentadora de la Exposición de Salud Sexual que se celebra periódicamente. Morse también es la experta en salud sexual de Lifestyles.
En 2021, The New York Times publicó un artículo en el que se preguntaba: "¿Es Emily Morse la Dra. Ruth de una nueva generación?".

## Educación
Morse tiene dos licenciaturas por la Universidad de Míchigan en Psicología y Ciencias Políticas. Morse asistió al Instituto de Estudios Avanzados de la Sexualidad Humana en San Francisco (California) y recibió un certificado como doctora en sexualidad humana.

## Obras y colaboraciones

### Libros
- Morse, Emily; Waxman, Jamye (2011). Hot Sex: Over 200 Things You Can Try Tonight. Weldon Owen.

### Programas de radio
- Sex with Emily (podcast).
- Loveline Radio (ha participado como copresentadora).

### Series televisivas
- Miss Advised, emitida por Bravo (première el 18 de junio de 2012).[3][14]

### Películas
- See How They Run (2003). Morse actuó como productora y directora.[15]
- I am a Sex Addict, 2005. Sale como entrevistada.[5]